# Bukthaj
Bukthaj (Carcharhinus fitzroyensis) är en art i familjen gråhajar (Carcharhinidae).
Den förekommer i sydvästra Stilla havet vid norra Australien från 10° till 26° sydlig bredd i närheten av vattenytan och ner till 40 meters djup. Längden går upp till ungefär 1,35 meter.
Hajens föda består huvudsakligen av benfiskar men även av kräftdjur.
Hannar kan leva 9 år och honor 13 år. Könsmognaden infaller vid en längd av 83 till 100 cm när individen är 3,5 år gammal. Honor lägger inga ägg utan föder upp till sju levande ungar. De är vid födelsen 45 till 55cm långa. Honan är 7 till 9 månader dräktig.
Flera exemplar hamnar som bifångst i fiskenät. hela populationen antas vara stor. IUCN listar arten som livskraftig (LC).